# Offensive de Velyka Novossilka
Campagne de l'Est de l'Ukraine de l'Invasion à grande échelle de l'Ukraine par la Russie (Guerre russo-ukrainienne)
Batailles
Un engagement militaire entre les forces armées russes et les forces armées ukrainiennes pour le contrôle de la ville ukrainienne de Velyka Novossilka et de la zone voisine a commencé en novembre 2024 et s'est terminé par la prise de la ville par les Russes en janvier 2025, lors de l'Invasion à grande échelle de l'Ukraine par la Russie,.

## Contexte
Le 12 mars 2022, après 15 jours de combats, les troupes russes ont capturé la ville voisine de Volnovakha, située sur une autoroute entre Donetsk et Marioupol,. Les troupes ukrainiennes se sont ensuite retirées vers la ville de Velyka Novossilka.

## Affrontements antérieurs

### Premiers efforts de capture (2022)
Le 16 mars, l'état-major ukrainien a confirmé que les troupes russes avaient lancé une offensive sur Velyka Novossilka, faisant état de quelques succès pour l'agresseur. Tout au long du mois d'avril, les troupes russes ont bombardé à plusieurs reprises des zones résidentielles à Velyka Novossilka.

#### Impasse dans la région
Après l’offensive initiale, une impasse prolongée s’ensuivit. À la mi-mai, le département étatsunnien de la Défense a signalé que les forces russes près de Velyka Novossilka semblaient concentrées sur l'achèvement du siège de Marioupol plutôt que sur de nouvelles attaques contre la ville. Malgré les efforts renouvelés des Russes pour avancer les 24 et 31 août, les forces ukrainiennes ont réussi à repousser ces attaques,. En décembre, les rapports sur le renforcement des troupes russes au sud de la ville indiquaient des missions de reconnaissance plutôt qu'une offensive bien préparée, reflétant des capacités opérationnelles limitées. Simultanément, les tentatives de capture de la ville voisine de Vouhledar ont entraîné de lourdes pertes russes et des progrès limités, contribuant encore davantage à l'impasse,.

### Contre-offensive ukrainienne (2023)
Entre juin et octobre 2023, les forces ukrainiennes ont réalisé des avancées significatives dans le sud de l’oblast de Donetsk lors de leur contre-offensive contre les positions russes. Le 4 juin, ils ont réalisé des gains limités autour de Rivnopil et au sud-ouest de Velyka Novossilka, suscitant des spéculations sur une contre-offensive plus large. Le 11 juin, les troupes ukrainiennes avaient repris Neskuchne, Blahodatne et Makarivka, surmontant les défenses russes retranchées, y compris les positions fortifiées dans les écoles et près des rivières,,. L'armée ukrainienne a affirmé que les forces russes avaient détruit un barrage sur la rivière Mokri Yaly pour ralentir leur avancée.
Fin juin, les combats se sont intensifiés autour de Rivnopil, que l'Ukraine prétendait avoir été libérée le 24 juin, mais cela n'a été confirmé que le 26 juin. Les opérations se sont poursuivies en juillet, se concentrant sur Staromaiorske, où les forces ukrainiennes ont été confrontées à des conditions extrêmement difficiles, notamment des routes complètement minées et des stratégies défensives systématiques employées par l'agresseur russe. Le 26 juillet, Staromaiorske a été reprise avec succès, une réussite importante saluée par le président ukrainien Volodymyr Zelenskyy,. En août, l'attention s'est portée sur Urozhaine, considérée comme un « bastion » russe. Après d'intenses combats et une forte résistance, Urozhaine fut libérée le 16 août, les forces russes battent en retraite, subissant de lourdes pertes.

### Deuxième offensive russe
Le 10 juin 2024, les avancées russes au nord du village de Staromaiorske auraient entraîné la capture de l'ensemble de la localité,. Par la suite, le 13 juillet, les forces russes ont pris avec succès le contrôle d'Urozhaine. Le 18 juillet, les autorités ukrainiennes ont confirmé que leurs forces s'étaient retirées du village, affirmant que, malgré les pertes russes s'élevant à plus d'une centaine à plusieurs centaines de morts « chaque jour », leurs positions défensives avaient été détruites, ainsi que le village lui-même.

## Offensive

### Conséquences de la chute de Vouhledar et premières avancées russes (11 novembre 2024 – 12 janvier 2025)
La prise de Vouhledar par l'armée russe le 1er octobre 2024 a entraîné une nouvelle ouverture du front sud-est de Donetsk. Vouhledar a tenu lieu de bastion ukrainien dans cette section de la ligne de front pendant plus de deux ans. Avec la chute de cette ville, les forces russes ont eu la possibilité de commencer à avancer vers Velyka Novossilka, qui est située à environ 30 km à l'ouest. Une semaine plus tard, le ministère russe de la Défense a signalé que le village de Zolota Nyva était sous contrôle russe.
Début novembre, l'armée russe a lancé des opérations d'assaut à l'ouest de Velyka Novossilka, autour de la frontière entre Zaporijia et Donetsk, reprenant la colonie de Rivnopil le 13 novembre,,. La semaine suivante, les forces russes ont intensifié leurs efforts vers Velyka Novossilka depuis l'est. Dans le même temps, les forces russes ont également étendu le front vers le nord-est, atteignant les abords de Rozdolne, menaçant de couper la route de Velyka Novossssilka vers Bahatyr puis Pokrovsk,. Avec ces manœuvres de flanc venant de l'est, les groupes d'assaut russes tentent de contourner les fortifications ukrainiennes, qui sont principalement construites et destinées à arrêter les attaques venant du sud.
Les forces russes sont entrées dans les entrepôts situés au sud-est de Velyka Novossilka le 23 novembre, amenant la ligne de front jusqu'à la périphérie de la ville, et ont ensuite capturé les bâtiments le 24 novembre. Pendant ce temps, dans le nord-est, des éléments de la 37e brigade de fusiliers motorisés et de la 40e brigade d'infanterie navale russes ont hissé le drapeau au centre de Rozdolne, confirmant que les forces russes avaient pris le contrôle total du village le 29 novembre,.
À partir de décembre, les forces russes ont lancé un assaut au nord de Velyka Novossilka où elles sont entrées dans le village de Novyi Komar, coupant ainsi la route T0518 vers Bahatyr. Pendant ce temps, à l'ouest, l'armée russe a également amélioré ses positions en s'emparant de la localité de Novodarivka le 3 décembre,. Une contre-attaque des forces ukrainiennes quelques jours plus tard a permis de reprendre le contrôle total de Novyi Komar et Rozdolne,. Au même moment, les troupes russes ont commencé à avancer au sud de Velyka Novossilka le long de la rivière Mokri Yaly où elles ont capturé le village de Blahodatne.
Un deuxième assaut russe vers Novyi Komar a eu lieu à la mi-décembre, où des éléments de la 40e brigade d'infanterie navale ont réussi à se retrancher dans la partie sud du village. Au sud, les forces russes ont continué leur progression le long de la rive du cours d'eau, faisant pression sur le village de Makarivka de trois côtés. En raison d'un quasi-encerclement, les forces ukrainiennes a été contraint de se retirer vers le nord. Le ministère russe de la Défense a annoncé que ses forces avaient pris le contrôle total de Novyi Komar le 19 décembre, ce qui a été corroboré par un observateur militaire ukrainien, qui a confirmé cette affirmation et a en outre signalé que les forces russes avaient également réoccupé Rozdolne.
Le 23 décembre, des images publiées indiquaient que Makarivka était tombée sous contrôle russe, tandis que la Russie prétendait également avoir capturé le village de Storozheve. Le lendemain, des images ont été publiées montrant les forces russes hissant leur drapeau sur la partie nord de Storozheve, confirmant la capture du village. Le 26 décembre, les forces russes ont avancé vers l'ouest de Vremivka et ont coupé la route O-0510, qui relie Velyka Novossilka à Huliaipole.

### Encerclement et prise de Velyka Novossilka (13 – 28 janvier 2025)
Du début à la mi-janvier 2025, les forces russes ont avancé jusqu'à la rive est de la rivière Mokri Yaly, au sud-ouest de Novyi Komar. Dans le même temps, les forces russes auraient également pris le contrôle de Neskuchne, au sud-ouest de Velyka Novosilka. Quelques jours plus tard, les forces russes auraient pénétré dans le village de Vremivka, directement à l'ouest de Velyka Novossilka,.
À la mi-janvier, les forces russes ont hissé leur drapeau sur Vremivka, signifiant que Vremivka avait été capturée. Par la suite, les forces russes ont réussi à percer les défenses ukrainiennes dans la partie orientale de Velyka Novossilka, avançant vers la zone du cimetière et le long de la route de Horishnia,.
Le 24 janvier, les troupes russes ont hissé plusieurs drapeaux dans les zones est et centrale de Velyka Novossilka, signifiant des avancées dans ces parties de la colonie,,. Le ministère russe de la Défense a déclaré que ses forces avaient divisé Velyka Novossilka, et des sources russes ont déclaré que les soldats ukrainiens avaient été entièrement encerclés dans la partie sud de la localité.
Le lendemain, des drapeaux supplémentaires ont été hissés par les troupes russes à Velyka Novossilka, indiquant les avancées vers la rue Zarichna au nord-est et la capture de champs agricoles au nord et au nord-est de la colonie. Des images géolocalisées ont indiqué que les forces russes avaient pris le contrôle de 72 % de Velyka Novossilka.
Dans la nuit du 25 au 26 janvier, DeepStateMap.Live a rapporté que Velyka Novossilka était passée sous un contrôle presque total de l'agresseur russe. Le ministère russe de la Défense a annoncé la prise de la ville le lendemain,,,. DeepStateMap.Live a affirmé que la localité comme étant entièrement capturée le 28 janvier,,.

## Victimes

### Victimes civiles
Au cours des premiers efforts de capture, le gouverneur de l'oblast de Donetsk, Pavlo Kyrylenko, a signalé que deux civils avaient été tués à cause des bombardements des forces russes. Le 3 décembre 2024, la BBC Ukraine et Russie a rapporté qu'au moins 95 % de la population, soit environ 4 900 habitants de la ville de Velyka Novossilka, avaient été déplacés.

### Victimes militaires

#### Forces russes
Les médias ukrainiens ont rapporté que les troupes russes tentaient d'avancer vers Makarivka et ont affirmé que l'armée russe avait perdu plus de 50 personnes tuées et grièvement blessées, ainsi que 50 blessés.
Le 3 décembre 2024, le porte-parole du commandement opérationnel Tauride, Vladyslav Voloshyn, a rapporté que les forces russes avaient subi de lourdes pertes.
Le 8 décembre, le 425e bataillon d'assaut séparé de Skala a signalé avoir capturé deux soldats russes après avoir lancé une contre-attaque dans le village de Rozdolne.
Le 23 décembre, le porte-parole du commandement opérationnel Tauride, Vladyslav Voloshyn, a rapporté qu'environ 200 soldats ont été tués et que des dizaines de véhicules ont été détruits quotidiennement par les forces de défense ukrainiennes. Voloshyn a ajouté que 8 chars d'assaut et jusqu'à 15 véhicules blindés ont été détruits le 22 décembre, tandis que 4 chars et jusqu'à 5 véhicules blindés de combat ont été détruits le lendemain.

#### Forces ukrainiennes
Le 16 novembre, les médias d'État russes ont affirmé que l'armée russe avait repoussé avec succès une contre-attaque des groupes d'assaut des forces armées ukrainiennes, entraînant des pertes pour les forces armées ukrainiennes allant jusqu'à 140 hommes, deux chars, deux véhicules de combat blindés, six véhicules et deux unités d'artillerie automotrices 2S3 Akatsiya.
Le 24 novembre 2024, les médias ukrainiens ont rapporté que les forces armées russes avaient exécuté cinq des six soldats ukrainiens capturés près de la localité de Novodarivka dans le district de Polohy de l'oblast de Zaporijia.
Le 8 décembre, lorsque les forces russes ont occupé avec succès le village de Blahodatne, le ministère russe de la Défense a signalé que les forces armées ukrainiennes avaient perdu jusqu'à 190 soldats, deux unités d'artillerie automotrices 2S3 Akatsiya, deux véhicules de combat blindés MaxxPro et un obusier M109 en une seule journée, au même moment, les médias d'État russes ont affirmé que les forces russes avaient capturé un militaire de la brigade présidentielle.
Le 11 décembre, les médias d'État russes ont rapporté que les forces russes avaient vaincu les formations de deux brigades de défense terrestre et d'une brigade de la Garde nationale, avec des pertes quotidiennes des forces armées ukrainiennes s'élevant jusqu'à 150 militaires, des véhicules de combat blindés HMMWV et MaxxPro fabriqués aux États-Unis, trois véhicules, une unité d'artillerie automotrice 2S22 Bohdana, deux obusiers automoteurs 2S3 Akatsiya et un support d'artillerie automoteur 2S1 Gvozdika.
Le 22 décembre, le bataillon de systèmes de drones de la 110e brigade mécanisée a diffusé des images de drone montrant l'exécution de prisonniers ukrainiens. Ivan Sekach, attaché de presse de la brigade, et a expliqué qu'il y avait six soldats ukrainiens sur la position, dont deux ont été tués lors de bombardements d'artillerie, et les autres ont été exécutés par des soldats russes.
Début janvier 2025, les forces russes ont exécuté trois soldats de la 141e brigade d'infanterie après que leur position ait été envahie. Dans le même temps, le Bureau du Procureur général d'Ukraine a indiqué qu'il enquêtait sur l'exécution de deux prisonniers de guerre par des soldats russes près du village de Vremivka.
Pasi Paroinen, un expert militaire du groupe finlandais Black Bird, a mis en doute le récit officiel ukrainien selon lequel le contingent de troupes dans la ville pourrait évacuer sans subir de pertes majeures, car les soldats auraient dû traverser une rivière sans passage et marcher à travers au moins un kilomètre et demi de plaines inondables ouvertes pour s'échapper. Selon lui, il est possible que plusieurs centaines de soldats ukrainiens aient été tués ou capturés.
Le 19 février 2025, Ihor Tymoshchuk, commandant de compagnie de la 110e brigade ukrainienne, a déclaré qu'après avoir été frappée par une attaque russe massive et avoir été coincée dans un siège complet par les forces russes pendant un mois entier, la 110e brigade a perdu 50 soldats, morts ou disparus. Et bien plus de soldats ukrainiens ont été blessés.

## Analyse

### Valeur stratégique
Velyka Novossilka est considérée comme un point stratégique dans le Donbass en raison de sa situation à proximité de l'oblast de Dnipropetrovsk. La localité, avec Kourakhove, était l'un des rares bastions encore sous contrôle ukrainien dans le sud de l'oblast de Donetsk. Il servait donc également de centre logistique régional pour les forces ukrainiennes.
L'Institut pour l'étude de la guerre a estimé le 24 novembre que le commandement militaire russe prévoyait d'avancer de Velyka Novossilka vers l'est de l'oblast de Dnipropetrovsk pour envelopper les forces ukrainiennes dans la région de Pokrovsk-Kourakhove depuis l'ouest. Cela menacerait également d’importantes lignes de communication terrestres ukrainiennes allant de Zaporijia à l’ouest de l’oblast de Donetsk.

Le ministère britannique de la Défense avait déclaré que Velyka Novossilka servait de « pivot de la ligne de front ukrainienne ».
Le village de Shevchenko, à proximité de Velyka Novossilka, est réputé pour son importance géoéconomique majeure, étant situé à proximité immédiate du lithium d'une valeur de plusieurs centaines de milliards de dollars, stocké dans le gisement de lithium de Shevchenko,. Les autorités d’occupation russes ont commencé à planifier l’exploitation du gisement en janvier 2024. L'écrivain russo-israélien Edward Topol soutient qu'en s'emparant du lithium ukrainien, la Russie vise à maintenir son élan et sa pression sur le marché européen de l'énergie avec un monopole sur le lithium européen.

### Tactiques opérationnelles
Un blogueur militaire russe a affirmé que les forces russes utilisaient une nouvelle tactique de « carrousel » lors de leurs raids sur Urozhaine. Le blogueur militaire a déclaré que cette tactique de « carrousel » permet aux chars russes de tirer en continu sur les forces ukrainiennes, à la fois à l'arrêt et en manœuvre. Le blogueur militaire a également expliqué que pendant qu'un char est engagé dans des tirs sur les forces ukrainiennes, l'équipage d'un deuxième char se positionne derrière le premier char pour recharger.

## Voir également
- Chronologie de l'invasion à grande échelle de l'Ukraine par la Russie
- Offensive de Pokrovsk
- Bataille de Tchassiv Iar
- Bataille de Toretsk
- Bataille d'Houliaïpole
- Bataille de Kourakhove
- Liste des engagements militaires lors de l'invasion de l'Ukraine par la Russie